# Keramin Minsk
Keramin Minsk je hokejový klub z Minsku, který hraje Běloruskou hokejovou ligu. Klub byl založen roku 1998. Jejich domovským stadionem je Minsk Ice Palace s kapacitou 1826 lidí.